# Ich lebe, mein Herze, zu deinem Ergötzen, BWV 145

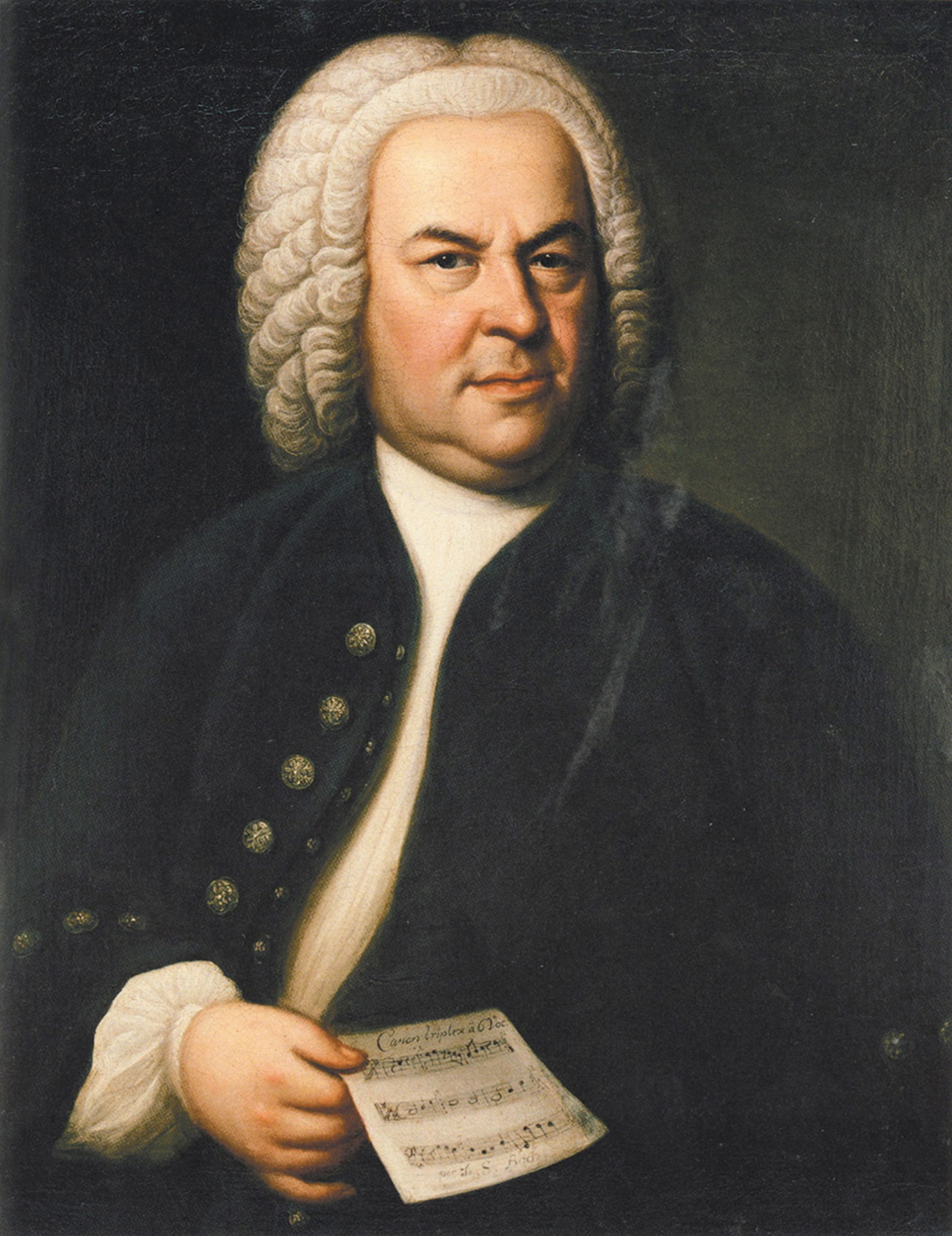
Johann Sebastian Bach, compositor de la cantata.

Ich lebe, mein Herze, zu deinem Ergötzen (Vivo, corazón mío, para tu placer), BWV 145, es una cantata eclesiástica de cinco movimientos compuesta por Johann Sebastian Bach sobre un libreto de Picander y que probablemente estrenó en Leipzig el martes de Pascua, 19 de abril de 1729. Como pasticcio de siete movimientos, con uno de los movimientos añadidos compuesto por Georg Philipp Telemann, es una cantata de Pascua conocida como So du mit deinem Munde bekennest Jesum (como se publicó en el XIX) o como Auf, mein Herz! (según el íncipit del primer movimiento del pasticcio).
Ich lebe, mein Herze, zu deinem Ergötzen es una de las menos de una docena de cantatas y fragmentos existentes de lo que se conoce como el Ciclo Picander de Bach, o su cuarto ciclo de cantatas. Según la primera publicación de los libretos del ciclo, éste abarcó desde el 24 de junio de 1728 (fiesta de Juan el Bautista) hasta el cuarto domingo después de la Trinidad, el 10 de julio de 1729.

## Grabaciones
- J. S. Bach: Das Kantatenwerk – Sacred Cantatas Vol. 6, Nikolaus Harnoncourt, Tölzer Knabenchor, Concentus Musicus Wien, solistas del Tölzer Knabenchor, Kurt Equiluz, Thomas Hampson, Teldec 1983
- Die Bach Kantate Vol. 23, Helmuth Rilling, Gächinger Kantorei, Bach-Collegium Stuttgart, Costanza Cuccaro, Adalbert Kraus, Andreas Schmidt, Hänssler 1984
- Bach Edition Vol. 12 – Cantatas Vol. 6, Pieter Jan Leusink, Holland Boys Choir, Netherlands Bach Collegium, Ruth Holton, Nico van der Meel, Bas Ramselaar, Brilliant Classics 1999
- J. S. Bach: Cantatas for the 3rd Sunday of Epiphany, John Eliot Gardiner, Monteverdi Choir, English Baroque Soloists, Angharad Gruffydd Jones, James Gilchrist, Stephen Varcoe, Soli Deo Gloria 2000
- J. S. Bach: Complete Cantatas Vol. 12, Ton Koopman, Amsterdam Baroque Orchestra & Choir, Johannette Zomer, Christoph Prégardien, Klaus Mertens, Antoine Marchand 2000
- J. S. Bach: Cantatas Vol. 32 – BWV 111, 123, 124, 125, Masaaki Suzuki, Bach Collegium Japan, Hana Blažíková, Gerd Türk, Peter Kooy, BIS 2011